# Chant du monde
Pour les articles homonymes, voir Le Chant du monde.

Chant du monde est un ensemble de dix panneaux de tapisseries créées par Jean Lurçat. Commencé en 1957, c'est le plus grand ensemble contemporain de tapisseries (80 mètres de long sur 4,40 m de haut).
Il est exposé au Musée Jean-Lurçat et de la tapisserie contemporaine, situé dans l'ancien Hôpital Saint-Jean à Angers.

## Généralités

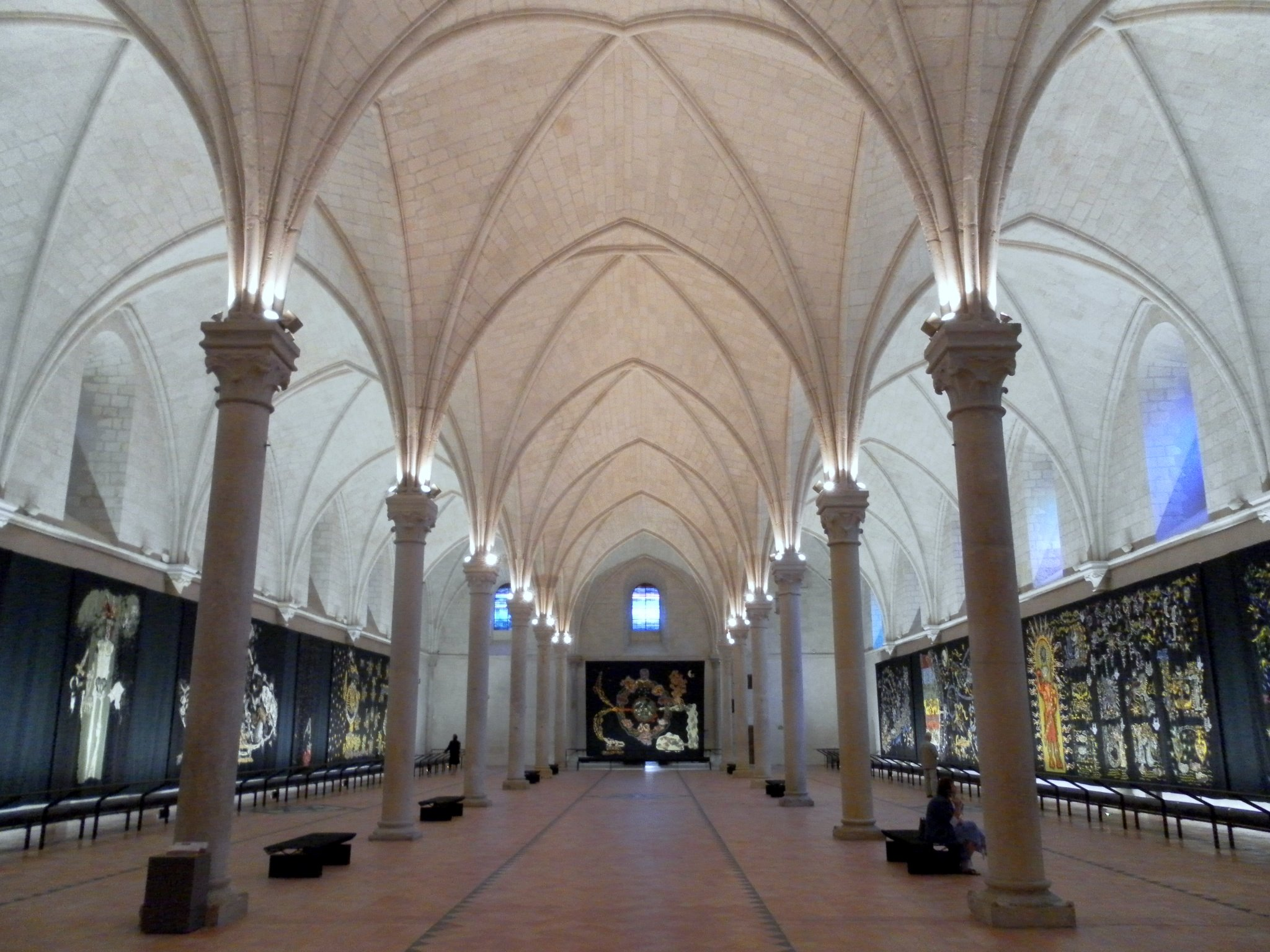
Tapisserie du Chant du monde exposée dans la grande salle des malades de l'Hôpital Saint-Jean

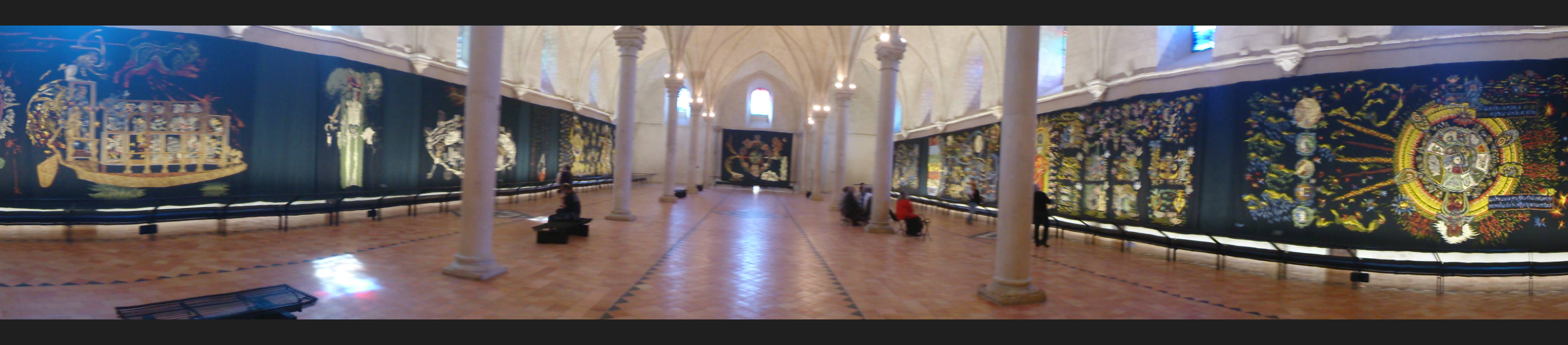
Le chant du monde - Jean Lurçat - Angers

En 1937, Jean Lurçat découvre la Tenture de l'Apocalypse, immense ensemble tissée pour Louis Ier d'Anjou au XIVe siècle, exposée au château du roi René à Angers. Bouleversé par ce qu'il considère comme l'un des plus hauts chefs-d'œuvre de l'art occidental, il entreprend alors le Chant du Monde, réplique moderne de l'Apocalypse.
Jean Lurçat, tantôt angoissé par les menaces qui pèsent sur notre monde, tantôt emporté par la confiance qu'il porte à l'homme, utilise son langage des formes, des rythmes et des couleurs pour transmettre son message tout au long de cet ensemble de dix tapisseries. Jean Lurçat considérait que Le Chant du monde était pour lui la « table des matières d'une existence », fiel et miel mêlés.
Chant du Monde a été exposé à Paris, en Allemagne, Belgique, Montréal, San Francisco, et en décembre 1998, au Japon.

## Thème des panneaux
Les dix panneaux de tapisserie évoluent progressivement de la destruction à la vie. Jean Lurçat met en scène la Mort, la bombe atomique, le drame d'Hiroshima (ensembles La grande Menace, l'Homme d'Hiroshima, le Grand Charnier, la Fin de Tout), pour célébrer ensuite l'harmonie avec la création, l'intelligence humaine à la conquête de l'espace, et conclure par une ode à la poésie (ensembles L'Homme en gloire dans la paix, L'eau et le feu, Champagne, Conquête de l'espace, La poésie, Ornamentos sagrados).

## Jean Lurçat commente Le Chant du monde
« Il est courtois, et ce n'est pas un geste vain que de parfois s'expliquer devant son public. Le peintre, tout comme l'écrivain, peut tirer quelque avantage d'une préface à son œuvre.
Une œuvre d'art, en effet, qu'on se l'avoue ou qu'on refuse d'en convenir, c'est un colloque.
L'artiste vous tend la main lorsqu'il expose (lorsqu'il s'expose) ; il vous tend la perche. Il a tout à perdre à tenter alors de faire des grimaces, c'est d'ailleurs de petite manière.
Vous avez sous les yeux une œuvre qui est le fruit du travail d'un peintre secondé par une équipe d'exécutants, les ouvriers tapissiers de la Creuse.
Cette œuvre a débuté il y a sept années, en 1957 environ. Je dois prévoir quelques années encore avant de faire tisser en bas de la dernière tenture, en bas du dernier chant, le mot FIN.
Une œuvre semblable, amorcée tard et donc talonnée par la vieillesse, c'est en quelque sorte la table des matières d'une existence. Est-il besoin de dire que certaines cicatrices, certaines expériences personnelles (les unes éprouvantes, échevelées, d'autres tragiques), certains conseils d'amis chers m'ont incité à entreprendre ce long travail.
Tout s'y mêle, s'y entrecroise, tout y est tissé, tressé dans cette longue aventure. Ne vous étonnez donc pas d'y trouver du fiel et du miel. Ce n'est pas un lamento, moins encore une romance. Mais terminée, cette œuvre dont l'avenir dira si elle fut valable ou inutile, n'aura pas posé sur la vie un regard oblique ou funèbre.
Bien au contraire !
Le premier titre de ce «Chant du Monde» c'était «la joie de vivre». Je n'ai pas tardé à me convaincre que la vie, pour qui tente de vivre droit, c'est chose sucrée et salée, douce et amère, convulsive et sereine. »

## Chronologie
- 1956 - 1957 : Création de la Joie de Vivre (qui sera renommée Chant du Monde) ; ensemble de tapisseries qui seront tissées à Aubusson chez Tabard, Goubely et Picaud.
Tissage de l'ensemble La Grande Menace : La Bombe Atomique (4,40 × 9 mètres) - L'Homme d'Hiroshima (4,40 × 2,90 m) - La Fin de Tout (4,40 × 2,25 m)
- 1958 : Suite du Chant du Monde :
Tissage de l'ensemble La Tenture des Soleils : L'Homme en Gloire dans la Paix (4,40 × 13,20 mètres) - L'Eau et le Feu (4,40 × 5,90 m)
- 1959 : Poursuite du Chant du Monde :
Le Grand Charnier (4,40 × 7,40 mètres) - Champagne (4,40 × 7 m)
- 1960 : Huitième panneau du Chant :
La Conquête de l'Espace (4,40 × 10,35 mètres)
- 1961 : Neuvième et dernier élément du Chant tissé de son vivant :
La Poésie (4,40 × 10,40 mètres)
- 1963 : Première présentation du Chant du Monde à Annecy.
- 1965 : Le dixième panneau de la tenture du Chant terminée après la mort de Jean Lurçat :
Ornamentos Sagrados (4,40 × 10,50 mètres)
- 1966 : Simone Lurçat, vend le Chant du Monde à la ville d'Angers pour faire écho au plus grand ensemble de tapisseries médiévales connu, la Tenture de l'Apocalypse. L'œuvre est installée dans l'ancien hôpital Saint-Jean, à Angers.